# Hermann Dietler

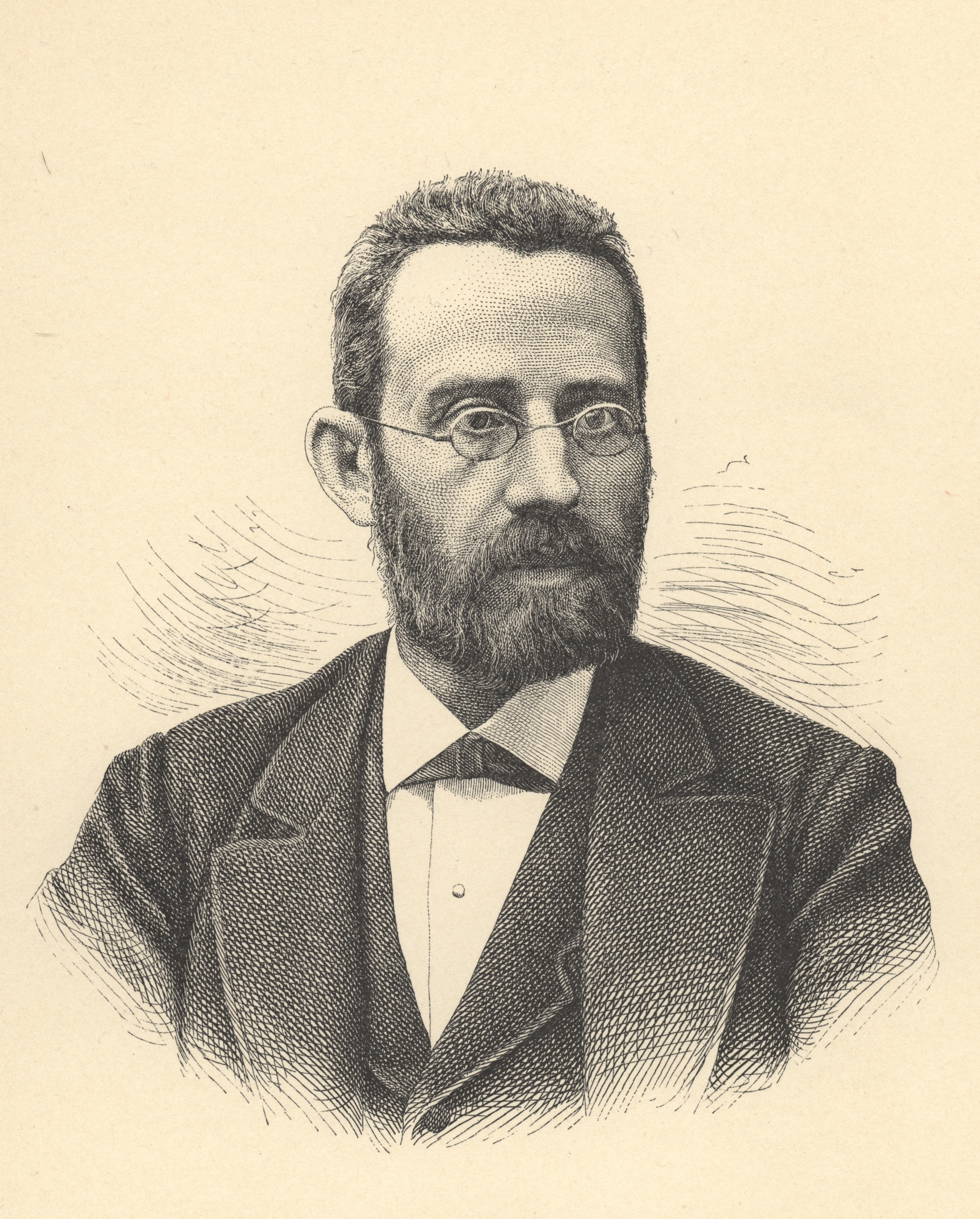
Hermann Dietler (vor 1890)

Hermann Dietler (* 1. Oktober 1839 in Breitenbach; † 24. Januar 1924 in Luzern; christkatholisch; heimatberechtigt in Kleinlützel) war ein Schweizer Politiker (FDP).

## Leben

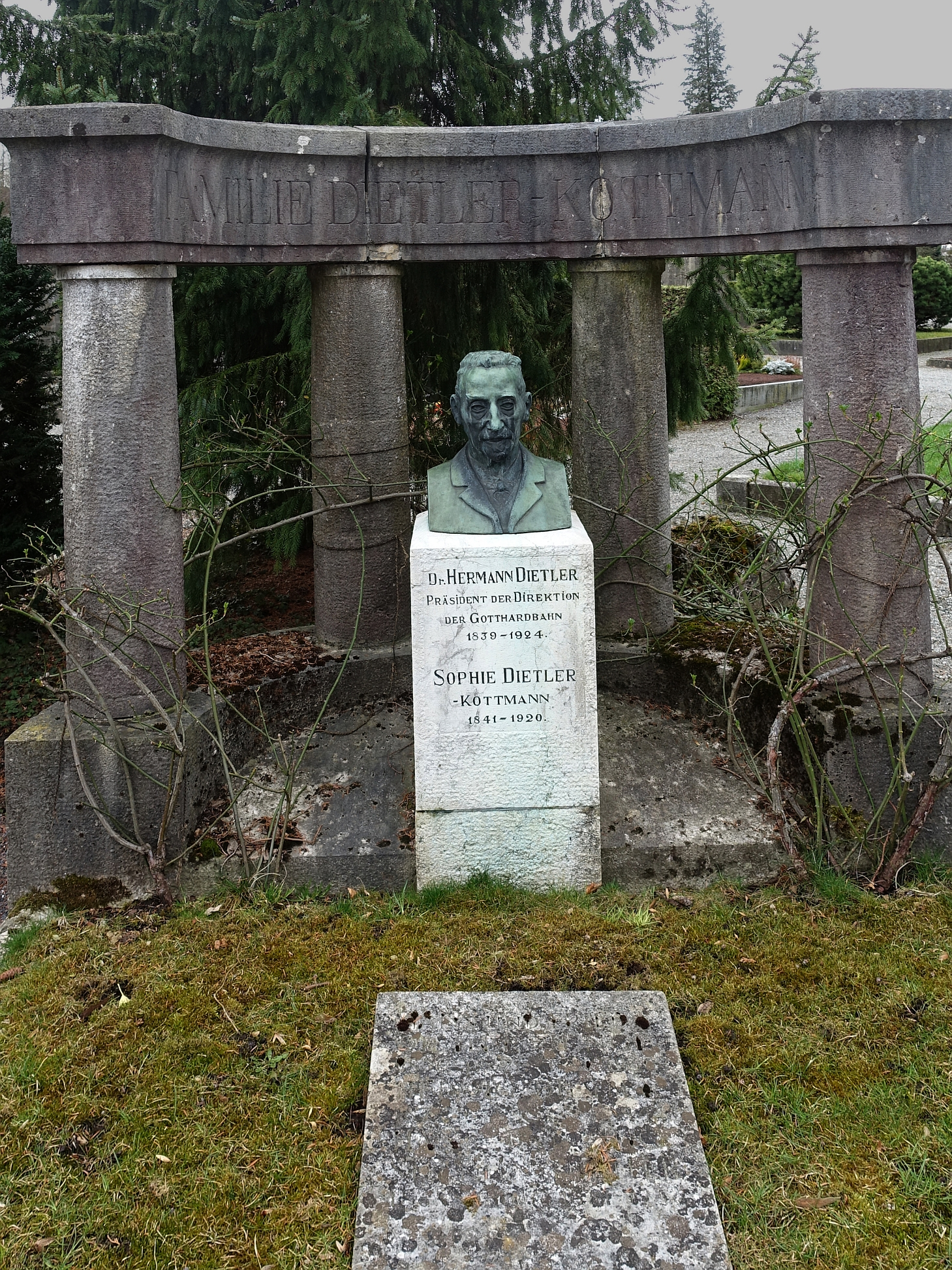
Grab auf dem Friedhof Friedental

Hermann Dietler wurde am 1. Oktober 1839 in Breitenbach als Sohn des Notars und Oberamtmanns Urs Josef Dietler geboren. Er erhielt seine schulische Ausbildung zunächst an der Sekundarschule in Olten, anschliessend an der Kantonsschule in Pruntrut und schliesslich an der Industrieschule Zürich. Im Jahr 1860 erwarb er das Diplom als Bauingenieur am Polytechnikum Zürich.
In der Folge war Dietler von 1860 bis 1862 als Ingenieur am Bau der Oronbahn, daran anschliessend bis 1864 am Bau der Emmentalbahn sowie zuletzt von 1871 bis 1873 am Bau der Chemins de fer du Jura bernois beteiligt. Dazwischen war er von 1864 bis 1866 als Solothurner Kantonsingenieur eingesetzt. In weiterer Folge fungierte er von 1873 bis 1879 als Direktor der Emmentalbahn, seit 1879 als Direktionsmitglied, ab 1908 als Präsident und Verwaltungsrat der Gotthardbahn sowie von 1909 bis 1912 als Geschäftsleiter der Liquidationsgesellschaft. Er verfasste verschiedene Artikel über Schweizer Bahnen für die Enzyklopädie des Eisenbahnwesens, u. a. über die Gotthardbahn, sowie, mit Plazid Weissenbach, zur Eisenbahn in der Schweiz.
Dietler, Vater der Schriftstellerin Cécile Lauber, war verheiratet mit Sophie, der Tochter des Fabrikanten August Kottmann. Er verstarb am 24. Januar 1924 drei Monate nach Vollendung seines 84. Lebensjahres in Luzern. Seine letzte Ruhestätte fand er auf dem Friedhof Friedental.

## Politische Ämter
Dietler, Mitglied der Freisinnig-Demokratischen Partei, gehörte auf kantonaler Ebene zunächst von 1866 bis 1871 dem Regierungsrat an, in dem er der Baudirektion vorstand. Danach sass er von 1874 bis 1879 im Solothurner Kantonsrat. Darüber hinaus vertrat er seinen Kanton nach den Parlamentswahlen 1875 vier Jahre lang im Nationalrat, zusammen mit Carl Franz Bally, der sein Amt allerdings nur drei Jahre lang ausübte. Sein Nachfolger im Nationalrat war Oskar Munzinger.
Der international anerkannte Eisenbahnfachmann Dietler machte sich in Solothurn um den Strassen-, Fluss- sowie Bahnbau, beispielsweise die Bahnstrecke Olten–Solothurn, verdient.

## Ehrung
- Die ETH Zürich würdigte im Jahr 1911 Hermann Dietler mit der Verleihung des Ehrendoktorats.

## Schriften
Artikel zur Schweiz in Victor von Röll (Hrsg.): Enzyklopädie des Eisenbahnwesens. 2. Auflage in 10 Bänden. Urban & Schwarzenberg, Berlin / Wien 1912–1923.
- Schweizerische Eisenbahnen[1] (mit Plazid Weissenbach)
- Bahnen: Albulabahn,[2] Arth-Rigi-Bahn,[3] Baseler Verbindungsbahn,[4] Beatenbergbahn,[5] Berner-Oberland-Bahnen,[6] Berninabahn,[7] Bern-Lötschberg-Simplon,[8] Bern-Luzern-Bahn,[9] Bern-Neuenburg-Bahn,[10] Bex-Gryon-Villars-Chesières-Bahn,[11] Biel-Magglingen,[12] Bodensee-Toggenburg-Bahn,[13] Bödelibahn,[14] Bötzbergbahn,[15] Brienz-Rothorn-Bahn,[16] Brunnen-Morschach-Bahn,[17] Bürgenstockbahn,[18] Burgdorf-Thun-Bahn,[19] Davosplatz-Schatzalp-Bahn,[20] Dietschibergbahn,[21] Emmentalbahn,[22] Generosobahn,[23] Gornergrat-Bahn,[24] Gotthardbahn,[25] Gurtenbahn,[26] Jungfraubahn,[27] Jura-Neuchâtelois,[28] Jura-Simplon-Bahn,[29] Lauterbrunnen-Mürrenbahn,[30] Martigny-Châtelard,[31] Martigny-Orsières,[32] Montreux-Berner Oberlandbahn,[33] Montreux-Glion,[34] Niesenbahn,[35] Pilatusbahn,[36] Rhätische Bahn,[37] Rigibahn,[38] Rigi Kaltbad-Scheidegg-Bahn,[39] Rorschach-Heiden-Bergbahn,[40] San Salvatore-Bahn,[41] Schweizerische Nationalbahn,[42] Schweizerische Nordostbahn,[43] Schweizerische Ostwestbahn,[44] Schweizerische Seetalbahn,[45] Schweizerische Südostbahn,[46] Schweizerische Zentralbahn,[47] Simplonbahn,[48] Solothurn-Bern-Bahn,[49] Solothurn-Münster-Bahn,[50] Splügenbahn,[51] Stanserhornbahn,[52] Stansstad-Engelberg-Bahn,[53] Thunerseebahn,[54] Tößtalbahn,[55] Toggenburger Bahn,[56] Ütlibergbahn,[57] Vereinigte Schweizer Bahnen,[58] Waldenburger Bahn,[59] Wohlen-Bremgarten.[60]
- Simplontunnel[61]
- Personen: Alfred Escher,[62] Louis Favre,[63] Guyer-Zeller,[64] Nikolaus Riggenbach,[65] Placid Weißenbach,[66] Daniel Wirth-Sand,[67] Josef Zingg.[68]